# Pachydissus australasiae
Pachydissus australasiae är en skalbaggsart som först beskrevs av Hope 1842.  Pachydissus australasiae ingår i släktet Pachydissus och familjen långhorningar. Inga underarter finns listade i Catalogue of Life.